# Telemea
El telemea, del turc teleme (quallada), és un tipus de formatge romanès, fet de llet de vaca, búfala o ovella. És semblant al formatge feta grec. Normalment és salat, i té un contingut de greix de fins a un 55% (en el de búfala), i aigua del 40-50%. El formatge se sotmet a un període de maduració en salmorra que permet que duri diversos mesos.

## Economia
Des de l'any 2005, el formatge telemea és una denominació protegida de producte d'origen romanès. Els següents tipus de formatge van ser reconeguts oficialment:

- Telemea d'Arges
- Telemea de Braşov
- Telemea de Carei
- Telemea de Harghita
- Telemea de Huedin
- Telemea d'Ibănești
- Telemea de Oaș
- Telemea de Sibiu
- Telemea de Valcea

El 2016 el telemea d'Ibănești va obtenir el reconeixement oficial com a Designació d'Origen Protegida (DOP) de la Comissió Europea.